# George Gillis Haanen

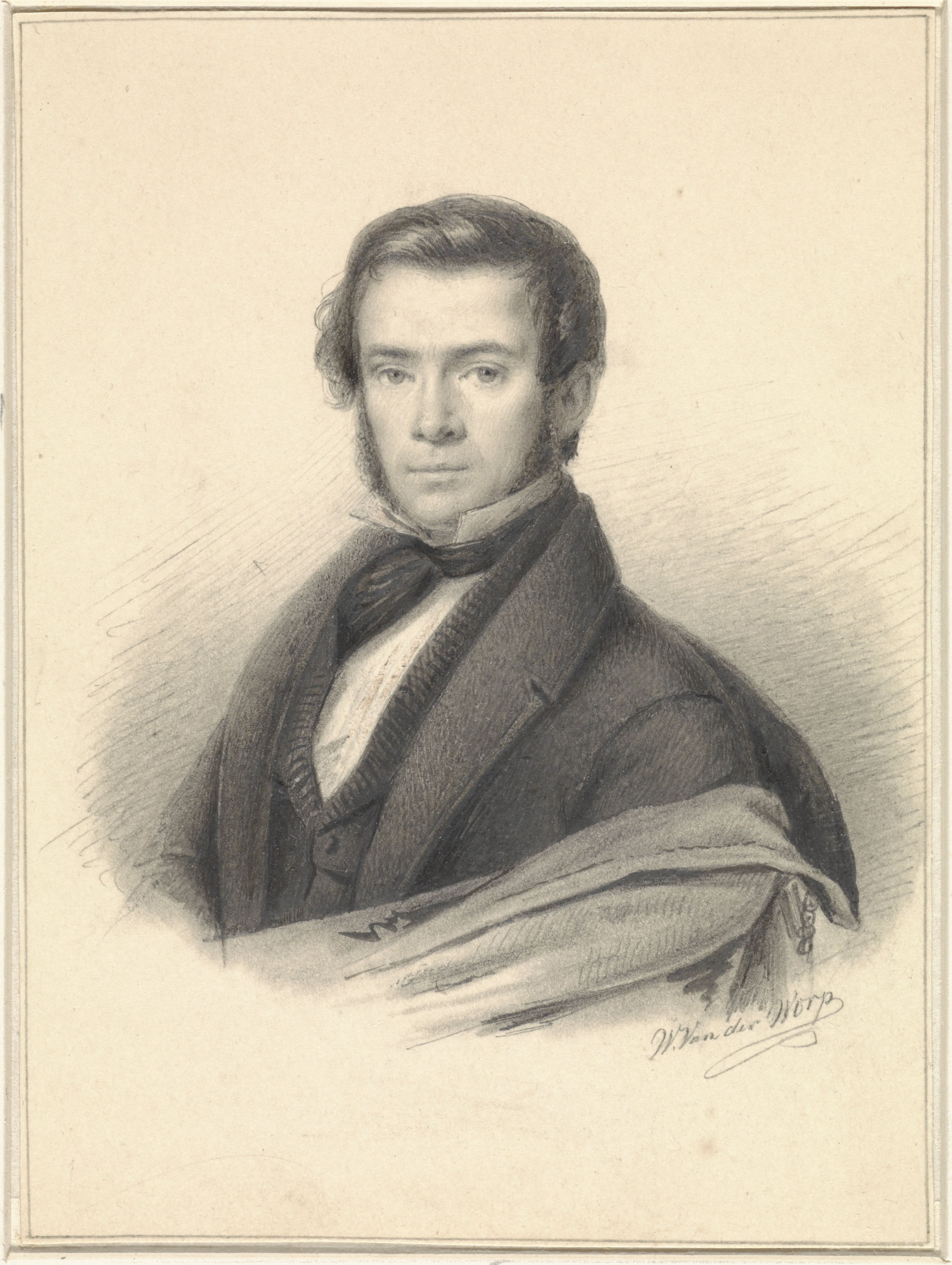
George Gillis Haanen, 1830 gezeichnet von Willem van der Worp (1803–1878)

George Gillis Haanen, auch Georg Gillis van Haanen (* 23. August 1807 in Utrecht; † 17. Juli 1879 in Bilzen), war ein niederländischer Landschafts-, Porträt- und Genremaler.

## Leben
George Gillis Haanen war der Sohn des Kunsthändlers, Restaurators und Genremalers Casparis Haanen (1778–1849) und der Isabella Johanna Sangster (1777–1846). Er war eines von sechs Kindern der Familie. Seine Geschwister, die auch in die Kunstgeschichte eingingen, waren die Blumen- und Stilllebenmalerin Adriana Johanna Haanen, der Landschaftsmaler Remigius Adrianus Haanen und die  Genremalerin Elisabeth Alida Haanen. Sein Lehrer war sein Vater Casparis Haanen,  während er der Lehrer seiner Schwester Elisabeth Alida Haanen war. 1831 wurde er Mitglied der Arti Sacrum in Rotterdam und 1835 der Koninklijke Academie van Beeldende Kunsten. 1842 hielt er sich in Mainz und Frankfurt am Main auf. Er war mit einer Deutschen verheiratet. Sein Gemälde „Een gewappend Roover“ ist im Stile Rembrandts gemalt. Seine Hauptbilder sind „Die Abendschule“ und „Eine Bauernherberge“.  Sein Sterbedatum wird in der Literatur mitunter abweichend genannt.

## Werke (Auswahl)

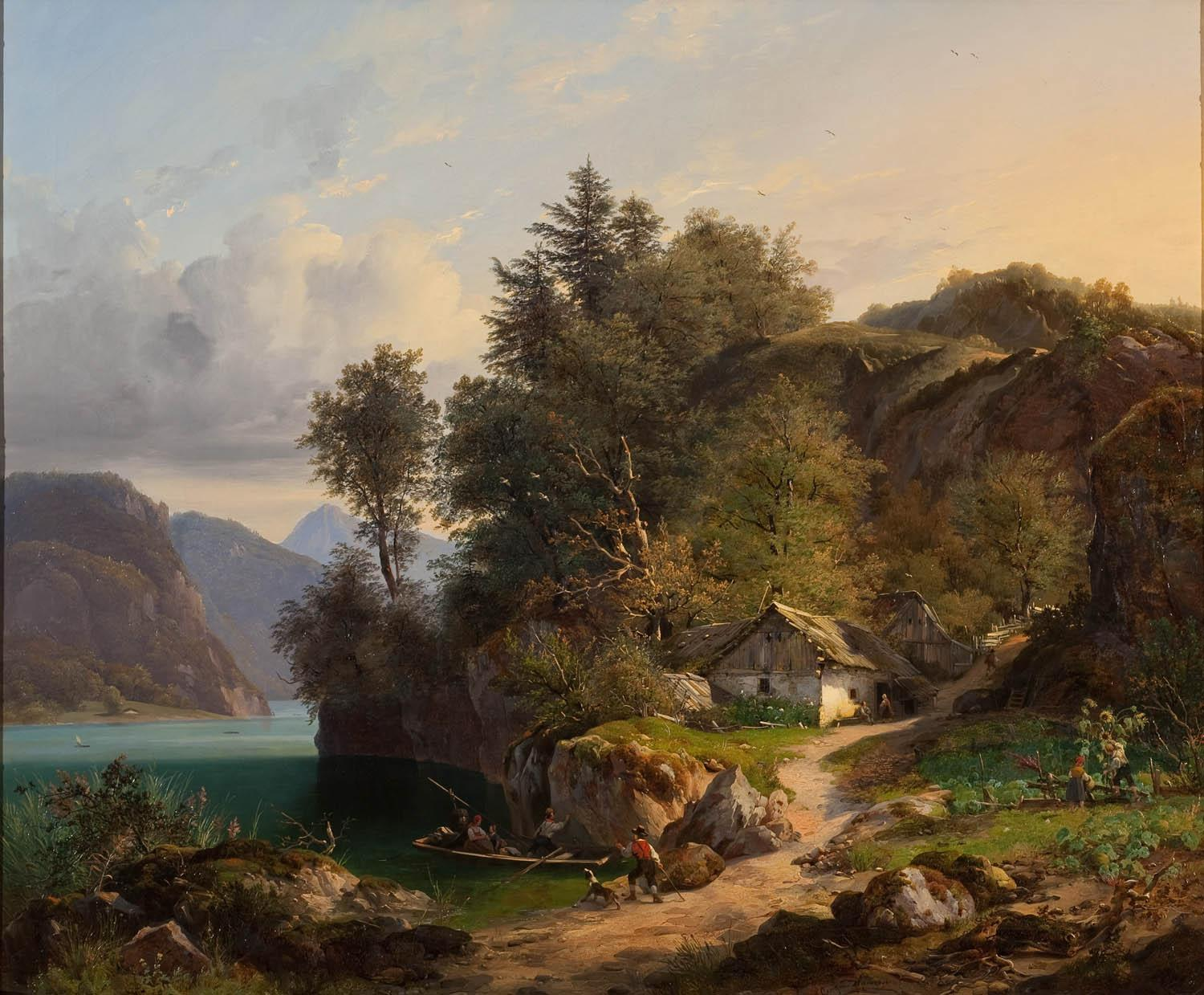
Österreichische Landschaft (Öl auf Leinwand)
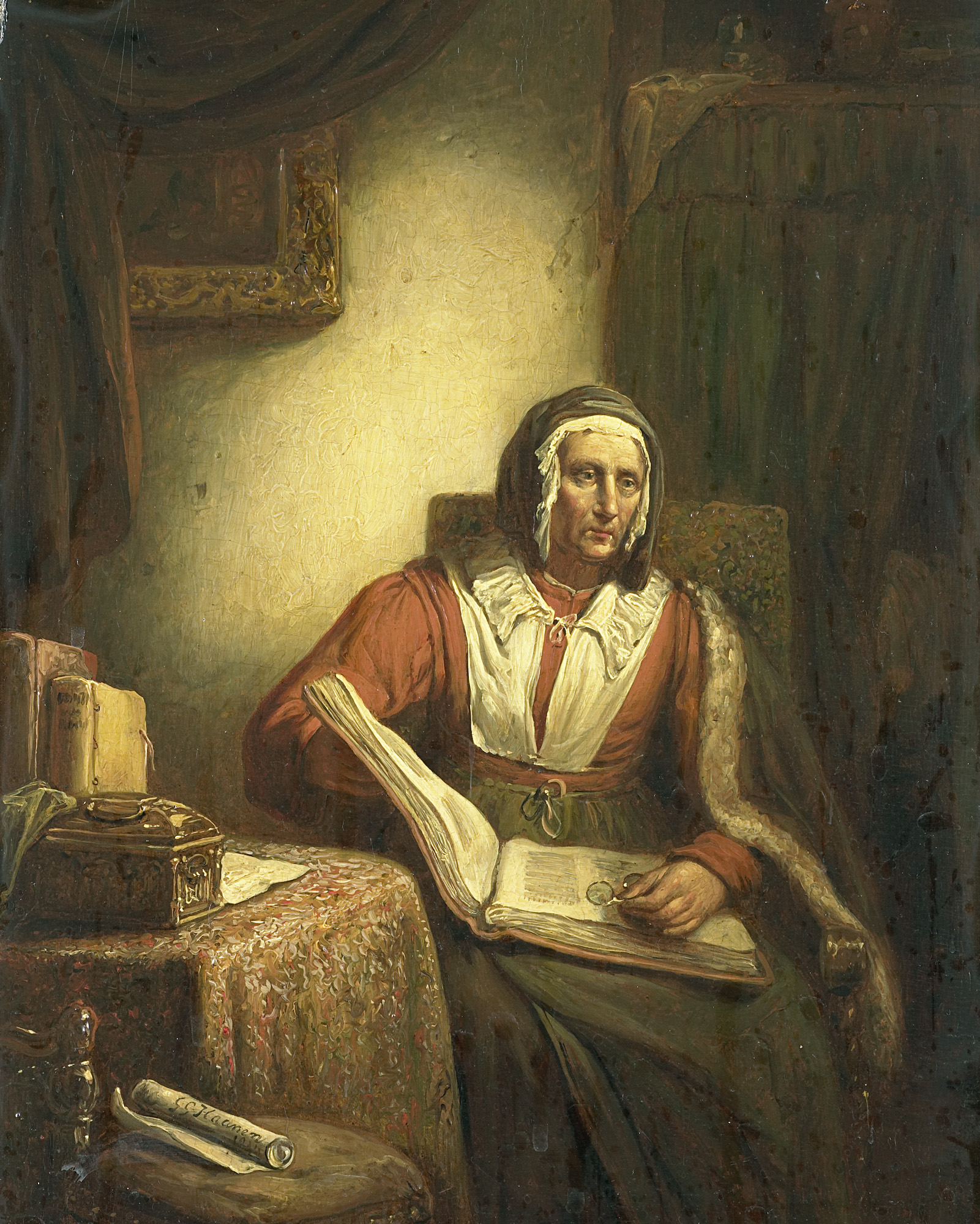
Lesende alte Frau (Öl auf Holz)
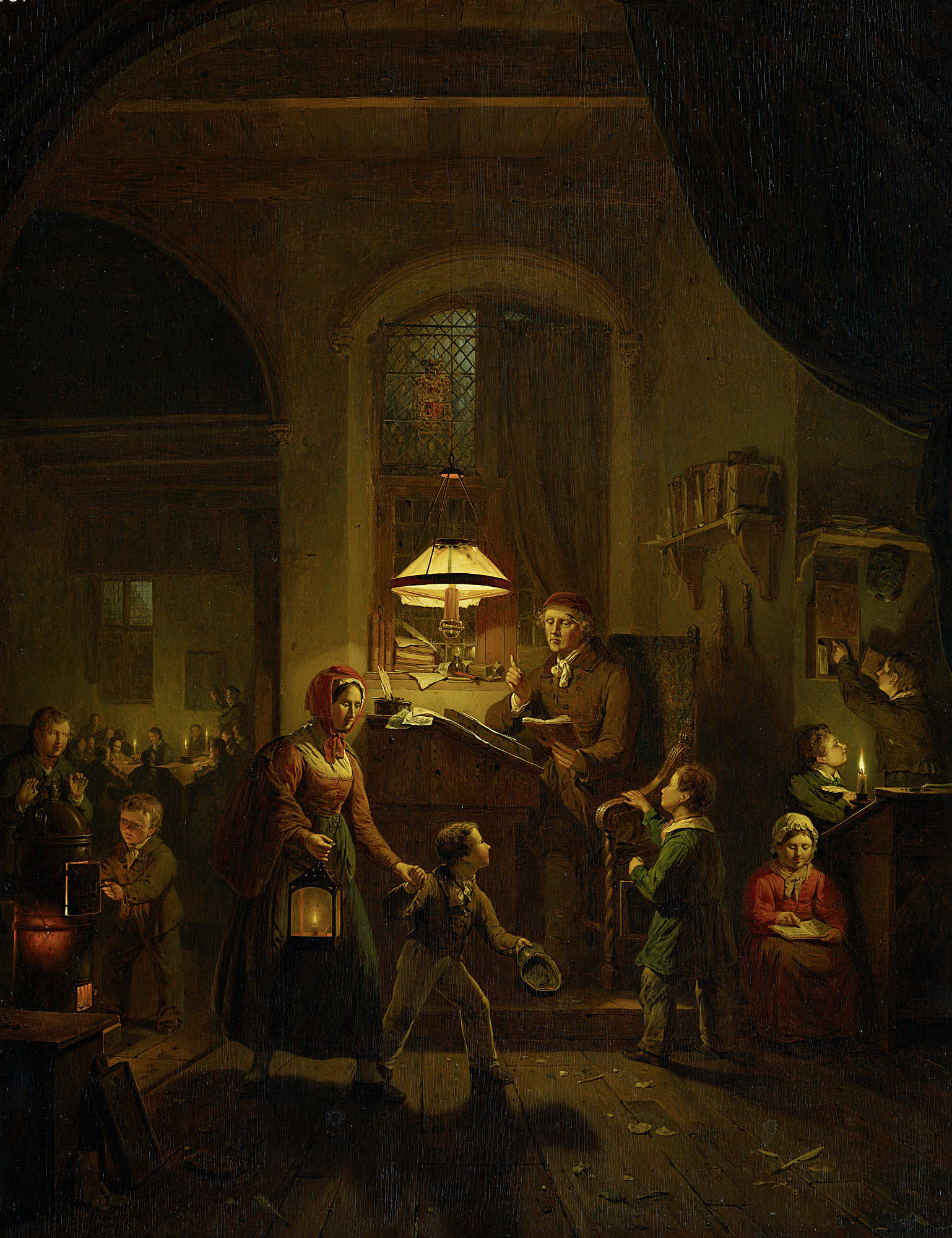
Die Abendschule (Öl auf Holz)
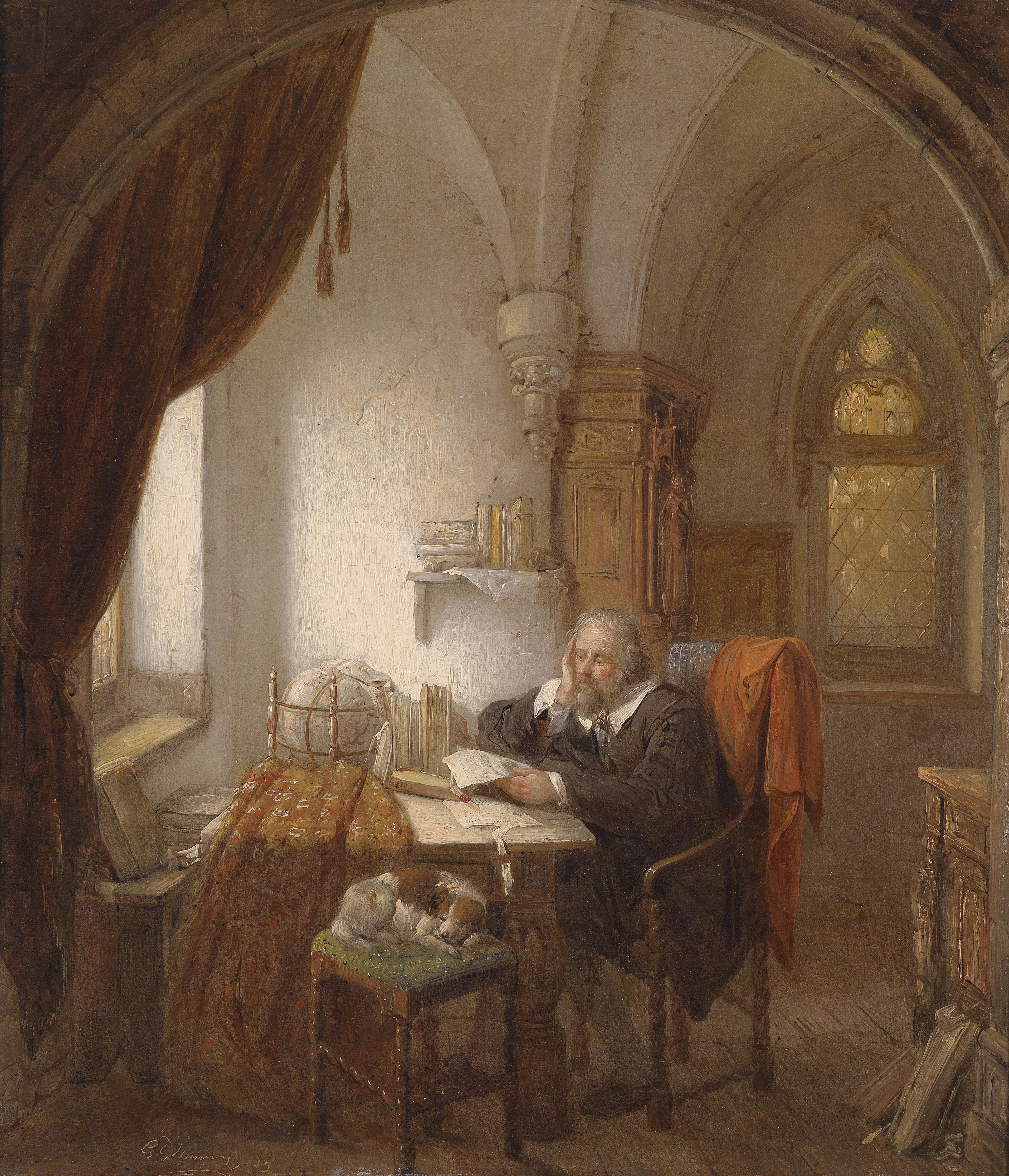
Der Gelehrte (Öl auf Leinwand)

- Bilder von George Gillis Haanen im Rijksmuseum Amsterdam
- Eine Winterlandschaft in der Neuen Pinakothek[6]